# Al-Hasan ibn Mūsā an-Naubachtī
Abu Muhammad al-Hasan ibn Mūsā an-Naubachtī (arabisch الحسن بن موسى النوبختي, DMG al-Ḥasan b. Mūsā an-Naubaḫtī; * im 9. Jahrhundert; † zwischen 912 und 922) war ein persischstämmiger imamitischer Theologe und Philosoph. Er schrieb auf Arabisch. Am besten bekannt ist er für sein Buch Firaq al-Schi'a über die Sekten der Schi'a.
Sein Buch Firaq aš-šīʿa (Die Sekten der Schi'a) ist die früheste Arbeit zu dem Thema schiitischer Sekten, das in seiner Gesamtheit überlebt hat. Außerdem ist es das älteste Textbuch, das eine imamitische Perspektive auf die Unterschiede zwischen den verschiedenen islamischen Sekten und auf ihre Ursprünge innerhalb des Schiitentums liefert.

## Werke
- Firaq aš-šīʿa (Die Sekten der Schi'a) (Bibliotheca Islamica 4; hrsg. von Hellmut Ritter (Istanbul: Maṭbaʿat ad-daula [u. a.], 1931; Edition des arabischen Textes) Digitalisat
- Kitāb al-arāʾ wa-'d-diyānāt
- ar-Radd ʿalā 'l-ġulāt